# Dębinka (Miłomłyn)
Dębinka (deutsch Schönaich) ist ein Ort in der polnischen Woiwodschaft Ermland-Masuren, der zur Stadt-und-Land-Gemeinde Miłomłyn (Liebemühl) im Powiat Ostróda (Kreis Osterode) gehört.

## Geographie
Dębinka liegt ganz im Westen der Woiwodschaft Ermland-Masuren südlich des Oberländischen Kanals (polnisch: Kanal Elbląski), 21 Kilometer südwestlich der einstigen Kreisstadt Morąg (Mohrungen) und zwölf Kilometer nordwestlich der jetzigen Powiatmetropole Ostróda (Osterode).  
Durch den Ort verläuft eine Nebenstraße, die von Zalewo (Sallewen) nach Karnity (Groß Karnitten) bzw. Bynowo (Bienau) führt. Eine Bahnanbindung besteht nicht.

## Geschichte
Schönaich wurde im Jahre 1714 von dem Tribunalrat Johann Albrecht von Schönaich auf den Ländereien seines Gutes Karnitten gegründet. Er wollte in seinem Todesjahr alle seine Kinder bedenken und gründete deshalb:
„1. Ein neu Dörfchen, genannt Schönaich, hält 15 Huben, 2. Ein Vorwerk, Herrlichkeit genannt, 3. 2 Dörfchen, genannt Albrechtswalde und Leusnersberg.“
Der Name Schönaich leitet sich vom Namen seiner Familie ab.
Bis 1945 war Schönaich ein kleines Dorf. Am 30. Juli 1874 wurde es in den neu errichteten Amtsbezirk Dittersdorf (heute polnisch: Wielowieś) überführt. Am 26. Oktober 1882 wurde das Dorf in den Amtsbezirk Karnitten (Karnity) umgegliedert und gehörte weiterhin bis 1945 zum Kreis Mohrungen im Regierungsbezirk Königsberg der preußischen Provinz Ostpreußen. Im Jahr 1910 zählte Schönaich 80 Einwohner.
Am 1. Januar 1929 schlossen sich die Landgemeinden Schönaich und Skulten (polnisch: Skułty) zur neuen Landgemeinde Schönaich zusammen. Deren Einwohnerzahl betrug im Jahr 1933 zusammen 130 und belief sich 1939 auf 120.
In Kriegsfolge kam Schönaich im Jahre 1945 zu Polen und ist heute ein Dorf im Verbund der Gmina Miłomłyn im Powiat Ostródzki. Von 1975 bis 1998 gehörte es zur Woiwodschaft Olsztyn (Allenstein), seither zur Woiwodschaft Ermland-Masuren.

## Religionen

### Evangelisch
Die Mehrheit der Bevölkerung Schönaichs vor 1945 war evangelischer Konfession. Das Dorf war in das Kirchspiel der Kirche Schnellwalde (heute polnisch: Boreczno) eingepfarrt, die zum Superintendenturbezirk Saalfeld (Zalewo) des Kirchenkreises Mohrungen (Morąg) in der Kirchenprovinz Ostpreußen der Evangelischen Kirche der Altpreußischen Union gehörte. Heute liegt Dębinka mit seinen wenigen evangelischen Kirchengliedern im Einzugsbereich der evangelischen Kirche (ehemalige „Neue evangelische Stadtkirche“) in Ostróda (Osterode) in der Diözese Masuren der Evangelisch-Augsburgischen Kirche in Polen.

### Katholisch
Vor 1945 war Schönaich mit seinen wenigen katholischen Pfarrkindern in das Bistum Ermland eingegliedert. Die heute mehrheitlich katholische Bevölkerung Dębinkas gehört heute zur Pfarrei in Liwa (Bieberswalde) im Dekanat Miłomłyn (Liebemühl) im Bistum Elbląg (Elbing) der Römisch-katholischen Kirche in Polen.